# Рудник Амесмесса
Рудник Амесмесса – гірничодобувне підприємство на півдні Алжиру.
Родовище Амесмесса виявили ще в 1975 році, втім, його розташування в центрі пустелі Сахара тривалий час перешкоджало освоєнню. Лише в 2000-х роках організували розробку через компанію ENOR, учасниками якої виступили зареєстрована у Великій Британії GMA Resources (52%) та кілька алжирських учасників, серед яких буда державна нафтогазова Sonatrach (16%). 
В 2005-му отримали першу продукцію, тоді як офіційна розробка стартувала в 2006 році. Вона велась відкритим способом до 2013-го, коли була зупинена з економічних причин. Вилучення золота з руди відбувалось за допомогою технології купчастого вилуговуання. Відомо, що за період 2005 – 2013 років на Амесмесса отримали 3,4 тони золота, при цьому піковий видобуток з показником 1 тона був досягнутий в 2009-му, а в 2011-му цей показник вже скоротився до 0,34 тони.
Ресурси Амесмесса оцінюються у 43 тони золота, з яких 16 тон залягають на глибині до 40 метрів, ще 20 тон на глибинах від 40 до 160 метрів, а залишок на глибинах до 400 метрів. Середній вміст золота становить 18 грам на тону.
В 2021-му повідомили, що розташована на Амесмесса фабрика з вилучення золота узялась за переробку продукції дрібних старательських артілей.